# Greg Guillotin
Pour les articles homonymes, voir Guillotin.
Grégory Guillotin, dit Greg Guillotin ou parfois simplement Greg, né le 3 juin 1983 à Sèvres dans les Hauts-de-Seine, est un humoriste et comédien français, spécialisé dans les caméras cachées.
Il est principalement connu pour ses canulars humoristiques qu'il publie sur sa chaîne YouTube, mais également pour sa participation à l'émission Touche pas à mon poste ! de 2017 à 2018. Il est au centre de l'émission de caméras cachées Le Pire Stagiaire, diffusée sur C8, puis sur YouTube depuis 2018.

## Biographie

### Jeunesse et formations
Grégory Guillotin naît à Sèvres dans les Hauts-de-Seine. Il grandit dans le département de l'Essonne. À l'adolescence, Grégory est déjà fan des caméras cachées, il part en vadrouille avec une caméra puis tourne toute la journée avec un ami. À l’époque, ses premières vidéos consistaient à imiter ses idoles. Lors d'une interview, il cite ses influences et déclare : « Quand j'étais plus jeune, j'ai beaucoup regardé Jean-Yves Lafesse. Cet humoriste m'a influencé, au même titre que Raphaël Mezrahi et son comportement lunaire ».
De 2001 à 2003, il étudie à l'IUT de Sceaux - Paris-XI. Titulaire d'un master en marketing, il devient chargé d'études en marketing pour My Major Company, une société de production musicale et plateforme de financement participatif. Il travaille ensuite pour la chaîne de télévision TF1. En 2008, passionné par la comédie et le cinéma mais étant de moins en moins intéressé par son métier dans le marketing, il intègre une formation pour devenir acteur (en parallèle de ses activités professionnelles) au Studio Pygmalion à Montrouge, c'est au même moment qu'il rencontre l'humoriste et comédien Kevin Razy.

### Débuts sur internet (2009-2011)

#### Grégory Ouioui
En 2009, Grégory Guillotin fait ses débuts sur YouTube et Dailymotion où il travaille en tant qu'auteur de contenus, vidéaste et comédien pour le site Internet People for Cinema avec Kévin Razy et Tarik Seddak. Il crée notamment des sketchs avec la série de vidéos Ciné Presto et publie des interviews dans lesquelles il joue le rôle d'un interviewer farfelu piégeant notamment Omar Sy et Fred Testot, sous le nom de Grégory Ouioui.
En 2010, il crée sa première chaîne Youtube sous le pseudonyme de Grégory Ouioui, où il réalise des vidéos avec Max Boublil et Kevin Razy en réalisant l'adaptation française de la bande annonce du film The Social Network ou encore la parodie du film The Artist avec Mattéo La Capria. L'année suivante, il publie en parallèle des chroniques et interviews qu'il réalise dans l'émission de radio L'heure du goûter sur Radio Shalom. À cette époque, Grégory Guillotin se fait discret sur le web mais installe son personnage loufoque et décalé dans des vidéos qui rencontrent un succès d'estime.

### Débuts médiatiques (2011-2015)

#### La Vraie Vie de Bengui
En juin 2011, il crée le personnage Bengui : un personnage lunaire, simple et borné, fan de Bertrand Renard (le correcteur de l'émission Des chiffres et des lettres), déconnecté du monde réel, habillé maladroitement et muni d'un dauphin en peluche appelé Léo, qu'il promène en permanence dans la rue, sous son bras. Il fait évoluer ce personnage, travaillant fictivement en tant que responsable en graine de sésame et passionné par les oiseaux, les casseroles et les machines à laver qu'il ne cesse de photographier, dans une série de vidéos qu'il publie sur sa chaîne YouTube : La Vraie Vie de Bengui,.
En février 2012, son personnage Bengui crée le « buzz » sur Internet et dans les médias en raison d'une lettre envoyée à TF1, demandant très sérieusement une consultation avec le Docteur House (personnage principal de la série américaine Dr House, diffusée sur la chaîne de télévision) afin qu’il soigne sa « rougeole du cul ». Le service accueil des téléspectateurs de TF1 répond à Bengui par le biais d'un courrier postal, que « le Dr House n'est qu'un personnage de fiction. Il ne consulte pas », ajoutant qu'il serait par contre préférable « d'en référer à votre médecin personnel ». Alors que la lettre de Bengui est restée secrète (les médias, la chaîne et les internautes, ne sachant pas que c'était en réalité le personnage Bengui qui avait envoyé cette lettre, croyant que c'était un fan ou un téléspectateur), la réponse de TF1 s'est retrouvée sur les réseaux sociaux et a fait le tour du web. De nombreux médias ont relayé l'information, devenant même un phénomène sur Internet. Face au refus de la chaîne de lui prendre rendez-vous pour une consultation avec le Docteur House, il publie sur sa chaîne YouTube La Vraie Vie de Bengui, son déplacement en personne au siège de TF1 pour essayer de le rencontrer. À sa publication, la vidéo ayant fait de nombreuses vues sur Internet, les journalistes découvrent que derrière ce fameux « fan » se cachait en vérité le personnage Bengui et qu'il s'agissait bien évidemment d'un canular. À partir de ce moment-là, l'humoriste devient de plus en plus connu sur Internet et se fait même surnommer le « prince du buzz » par les internautes.
En juillet 2012, le personnage Bengui fait de nouveau parler de lui, quand il assiste dans le public à l'émission Morandini ! sur Direct 8. En effet, pendant l'émission, il s'est soudainement levé expliquant qu'il venait de se faire pipi dessus, montrant en évidence une tache sur son pantalon, en s'excusant dans l'incrédulité générale. L’émission ne s’arrête pas pour autant, mais les animateurs et le public restent interloqués et amusés par la scène. Il a ensuite été amené à l'extérieur du studio par un membre de la sécurité. Une séquence très surréaliste qui a été évoquée par les médias. Parmi les personnes présentes dans le public, certaines ont déclaré qu'il avait un comportement pas très clair, y compris hors-antenne, ce qui provoque l'hilarité des internautes ayant reconnu Bengui. Ceci n'était qu'un canular, diffusé en version longue (comprenant les parties hors-antenne) à l'aide d'un complice (présent lui aussi dans le public) sur sa chaîne Youtube, pour finir la première saison de sa web-aventure de caméra-cachée.

#### Studio Bagel et débuts à la télévision
La même année, à la suite du succès de Bengui, Grégory Guillotin intègre la société de production Studio Bagel et tourne plusieurs sketchs, notamment une série de vidéos s'intitulant Bengui cherche l'amour, mêlant fiction et caméras cachées, sur leur chaîne Youtube. En octobre 2012, il participe à la web-série Jogging Chaussettes diffusée sur Dailymotion, en compagnie de Julien Pestel, Vanessa Ferry, Karine Ferri et Ludovik. À partir de 2013, les sketchs de Bengui sont diffusés pour Le Dézapping du Before sur Canal+.
En septembre 2013, il fait venir son personnage Bengui sur le plateau d’On n'demande qu'à en rire, une émission de divertissement visant à découvrir les nouveaux talents de l'humour français où chaque candidat est évalué par un jury et par le public. Le jury donne la meilleure note du plateau au personnage.
Le 21 mars 2014, son personnage Bengui est récompensé aux Web Comedy Awards dans la catégorie « meilleure caméra cachée » pour sa vidéo Dîner avec un dauphin au restaurant.
À partir de novembre 2014, il participe à des fictions, sketchs et pranks pour la chaîne YouTube Studio Movie (chaîne consacrée au cinéma de Studio Bagel), où il réalise notamment la caméra cachée d'horreur REC Prank, en référence au film d'horreur Rec.
En 2015, Grégory Guillotin participe à la mini-série Le Tour du Bagel, diffusée sur Canal+ Séries.

### Notoriété sur YouTube (depuis 2016)

#### La chaine - Nou
En 2016, Grégory Guillotin crée la chaîne YouTube Nou, un collectif d'humoristes comprenant Grégory Vacher, John Demayo et Willy Kazazian, qui met surtout en avant son principal animateur, Grégory Guillotin, aidé à la production par son associé David Tuil, permettant de développer de nouveaux contenus en s’appuyant sur ses trois compères occasionnels, d'où le "Nous", au singulier. Dans cette chaîne YouTube, Grégory Guillotin et ses amis piègent des anonymes dans la rue via des caméras cachées où il se met en scène en se faisant passer, notamment, pour le pire gendre de l'univers mais aussi pour un serveur hyper-envahissant, le neveu de Marine Le Pen ou encore pour un magicien casseur de téléphone portable. Ces vidéos contribuent à son succès et à sa notoriété. Outre les pranks (signifiant farce en anglais, qu'il a francisé en « pranque ») présents sur sa chaîne, il publie également des parodies et des fictions humoristiques.
En février 2016, il publie la vidéo Love escalator Prank, réalisée avec John Demayo, qui le fera connaître auprès du grand public et qui devient l'une de ses vidéos les plus connues, visionnée plus de 11 millions de fois. Le principe consiste à caresser brièvement la main d'un homme croisé dans un escalator, et filmer ses réactions. Certains peuvent en sourire, mais souvent ils ne semblent pas apprécier d'avoir été touchés par un autre homme,. Le deuxième épisode du Love Escalator vise les différences de générations. Danielle de la chaîne YouTube Studio Danielle y participe.
En février 2017, il participe à la série Martin CamCach, diffusée sur Comédie+, où il incarne le rôle principal d'un personnage essayant en vain de faire des caméras cachées originales. C'est la même année qu'il réalise des caméras cachées pour l'émission OFNI, l'info retournée sur W9.

#### C8 etTouche pas à mon poste!
En septembre 2017, Grégory Guillotin intègre l'émission Touche pas à mon poste ! de Cyril Hanouna. Il n'intervient pas directement sur le plateau comme les chroniqueurs, sauf cas exceptionnels, mais dispose d'une rubrique hebdomadaire appelée Les Cam'Cach de Grégory Guillotin dans laquelle sont diffusées ses caméras cachées, qu'il publie également sur Youtube.
En octobre 2017, Grégory Guillotin réalise une série de caméras cachées intitulée Le Pire Stagiaire en partenariat avec l'opérateur Orange. Il se fait passer pour un stagiaire et piège à chaque fois un salarié occupant un poste différent dans l'entreprise. Au vu de la difficulté d'infiltrer et de cacher des caméras, il est accompagné d'une équipe de tournage prétextant faire un reportage sur les métiers de la société.
En novembre 2017, dans le cadre de l'émission de caméra cachée La Grande Rassrah de Cyril Hanouna sur C8, il réalise un canular autour du footballeur Hatem Ben Arfa,.
En février 2018, la chaîne C8 lui accorde une émission en première partie de soirée Les CamCach de Grégory Guillotin dans laquelle il reprend ses plus célèbres caméras cachées accompagnées de quelques inédits. Il quitte Touche pas à mon poste ! en septembre 2018.

#### Suspension de ses activités et retour médiatique
En mars 2018, il est la cible d'une polémique lancée par un YouTubeur l'accusant d'utiliser des comédiens sur certaines de ses caméras cachées. Dans un premier temps, il reconnaît partiellement avoir truqué quelques-unes de ses vidéos puis avoue totalement à la suite de nouvelles accusations, ce qui lui vaut de décevoir une partie de son public qui regrette qu'il n'ait pas dit la vérité dès les premières accusations. L'affaire prenant une telle ampleur dans les médias, Grégory Guillotin décide de faire une pause et se retire des réseaux sociaux mais assure qu'il reviendra, l'humoriste étant en préparation d'un long métrage dédié aux caméras cachées. Le 2 mai 2018, Grégory Guillotin fait son retour sur les réseaux sociaux, après deux mois de silence médiatique à la suite des polémiques autour de ses caméras cachées, et publie une vidéo intitulée Je décide d'arrêter dans laquelle il annonce en description mettre un terme à sa carrière de vidéaste. En vérité, il s'agit d'un sketch où sont conviées toutes les personnes ayant été rémunérées pour jouer le rôle de personnes piégées. Parmi elles, Florian Velasco, qui a été le premier démasqué parmi les comédiens. Il fait également participer Cyril Hanouna, IbraTV et son détracteur Tsukiyo Power, à l'origine des accusations. Si l'humoriste n'arrête pas les caméras cachées, en revanche il met un terme aux vidéos truquées, d'où le double sens du titre de sa vidéo.
Le 14 mai 2018, il organise une avant-première de ses nouveaux pranks et invite plusieurs fans à y participer.

#### Le Pire Stagiaire: première partie de soirée sur C8
Le 12 septembre 2018, est diffusée en première partie de soirée sur C8, l'émission Grégory Guillotin : Le pire stagiaire produit par H2O Productions, la société de Cyril Hanouna. Dans ce prime, l'humoriste faisant son retour médiatique et télévisuel, propose une nouvelle série de caméras cachées où il endosse le rôle d'un apprenti catastrophique, dans la même lignée des reportages qu'il a précédemment réalisés en tant que faux stagiaire avec l'entreprise Orange. Toutes les personnes impliquées, dont les clients, sont au courant de l'imposture, sauf le maître de stage, la production prétextant faire un reportage sérieux pour la chaîne de télévision France 3 Île-de-France, avec un jeune candidat envoyé par Pôle emploi souhaitant découvrir le métier en question.
En termes d’audience, l'émission réunit 611 000 téléspectateurs et 2,8 % de part de marché. Après diffusion sur C8, cette série de stages rencontre un très large succès sur la chaîne YouTube Nou, en versions longues et non-censurées.
En raison du succès de cette nouvelle série de pranks, une suite sort en mai 2019. Une vidéo tournée avec Damien, chauffeur de poids-lourds dans le Nord, dépasse les 15 millions de vues sur YouTube et le routier fait la une de la presse locale. Cette deuxième saison du Pire Stagiaire atteint 687 000 spectateurs sur C8 et dépasse plusieurs millions de vues sur internet.
Une troisième saison est diffusée en 2020.
En mai 2023, à deux jours du tournage d’un nouveau Pire stagiaire, Greg Guillotin voit son canular saboté par une comédienne complice qui dévoile le piège à la cible. Ébranlé par cet incident, qu’il souhaite mener en justice, il décide d’imposer désormais des contrats de confidentialité sur toutes ses productions afin de protéger ses projets et son équipe, cet échec ayant entraîné une perte importante en raison des coûts élevés de la production,.

### Vie privée
Depuis 2021, il partage sa vie avec l’éducatrice canine Valentine Bonnet, qui l’accompagne aussi derrière la caméra en tant qu’assistante de production sur certaines de ses vidéos.

## Controverses

### Critiques sur sa caméra cachée:Grégory piège Ben Arfa
En novembre 2017, lors de l'émission spéciale La Grande Rassrah 3, Grégory Guillotin piège le joueur Hatem Ben Arfa du Paris Saint-Germain avec la complicité de Cyril Hanouna et de Mokhtar Guetari, vigile de Touche pas à mon poste ! et ami proche du footballeur. Se faisant passer pour un agent de stars dont l'oncle est Bertrand Desplat — le président de l'En Avant de Guingamp —, Grégory Guillotin fait entendre à Hatem Ben Arfa qu'un transfert pour le club était obligatoire pour relancer sa carrière en perte de vitesse, l'attaquant étant mis de côté dans son club. Les piégeurs sont allés jusqu'à diffuser à la télévision un faux débat d'Infosport +, dans lequel les intervenants, complices, débattaient de ce faux transfert. À l'issue de la supercherie, Grégory Guillotin a avoué sur le plateau de Touche pas à mon poste ! sa gêne quant à certaines blagues qu'il a faites au joueur, allant jusqu'à l'insulter en pleine discussion ("une image de fils de pute") et en évoquant les stéréotypes du « footballeur stupide ». Si la supercherie a semble-t-il fait rire Ben Arfa, surpris et amusé par cet agent, l'animatrice Laurence Boccolini, spectatrice ce soir-là, a évoqué ses interrogations sur les réseaux sociaux quant à la bienveillance de la caméra cachée : « Est-ce drôle ? Est-ce utile ? Est-ce une bonne blague ? Ou est-ce humiliant, gênant, cruel ? A vous de juger. », a rétorqué l'animatrice sur les réseaux sociaux.
Rapidement, les internautes ont répondu à l'animatrice, à laquelle ils ont reproché de trop fréquemment s'en prendre à Touche pas à mon poste !. Grégory Guillotin, quant à lui, a réagi aux interrogations de Laurence Boccolini et a estimé que, même s'il dit comprendre la réaction de cette dernière, Hatem Ben Arfa sortait grandi de cette caméra cachée, car il est resté calme et ne s'est pas énervé malgré les provocations, s'étant même inquiété pour le (faux) journaliste d'Infosport+ qui annonçait son transfert inexistant plutôt que pour sa propre personne. Laurence Boccolini a alors tenté de justifier son propos, passablement agacée par le dénigrement qu'elle subit de la part des fans de Cyril Hanouna, en déclarant sur son compte Twitter : « Que m'a appris Twitter ce matin ? De ne plus jamais oser ou même penser oser mentionner quoi que ce soit qui soit de près ou de loin en rapport avec quelqu'un qui aurait regardé ou entendu parler de Touche pas à mon poste !. Grégory Guillotin, lui, a compris, (c'est le comble)… Ses fans, non. » a conclu l'animatrice, mettant ainsi fin au débat houleux. Lynchée sur internet, Laurence Boccolini se retire momentanément des réseaux sociaux.
En parallèle, de nombreux autres téléspectateurs ont estimé que le footballeur avait été humilié, choqué par la violence des propos tenus lors de la caméra cachée, allant jusqu'à saisir le Conseil Supérieur de l'Audiovisuel (CSA). En mai 2018, le CSA a finalement rendu son verdict. Selon lui, « aucun manquement de la chaîne à ses obligations n'a été caractérisé. ».

### Affaire des vidéos truquées
En 2018, le  vidéaste sur YouTube Théo Malini (anciennement Tsukiyo Power) l'accuse d'avoir mis en scène certaines de ses vidéos en employant des acteurs. Greg Guillotin avoue dans un premier temps avoir mis en scène une seule caméra cachée. Quelques jours plus tard, Théo Malini l'accuse d'avoir fait en réalité appel à des comédiens dans plusieurs vidéos. Greg Guillotin se résout alors à avouer avoir truqué 40 séquences de ses caméras cachées et met en ligne un document détaillant les vidéos où des acteurs ont été employés, et assure ne plus jamais faire appel à des acteurs.

## Télévision

### Émissions télévisées
- 2010 : Mate ma scène — Comédie !
- 2013-2014 : Le Dézapping du Before (sketchs) — Canal+
- 2013 : On n'demande qu'à en rire (sketchs, stand up) — France 2
- 2014 : Le Débarquement 2 (sketchs) — Canal+
- 2017 : OFNI, l'info retournée (caméras cachées) — W9
- 2017 : La folle soirée des caméras cachées — Comédie+
- 2017-2018 : Touche pas à mon poste ! (caméras cachées) — C8
- 2018 : Les CamCach de Grégory Guillotin — C8
- 2018 : Le Pire Stagiaire — C8
- 2019 : La Grande Darka (caméras cachées) — C8[44]
- 2021 : Le Pire Gendre — C8

### Séries télévisées
- 2015-2016 : Le Tour du Bagel (saisons 1 et 2) — Canal+ Séries
- 2016 : Mon frigo m'a dit (saison 5) — NT1
- 2016 : Ma pire angoisse — Canal+
- 2017 : Martin CamCach — Comédie+
- 2017 : Cocovoit — Comédie+

## Filmographie

### Web-série
- 2012 : Jogging chaussettes (de Kayvin Lami et Arnaud Samson, Berack Production)[15]

### Courts-métrages
En tant qu'acteur :
- 2013 : Mission 404 : Internet doit rester vivant (de Ludoc)[6]
- 2013 : BVDM (de Florent Sabatier)[6]
- 2013 : MDR (de Florent Sabatier)[6]
- 2018 : Consent (de Florent Sabatier) — (Prix du meilleur film étranger au festival Rode 2018)[6].

### Documentaire
- 2018 : Au cœur du piège : prime « Le pire stagiaire » (de Grégory Guillotin - Nou, production Or Films)

### Série documentaire
- 2022 : Le Pire Projet

### Clip
- 2020 : À la tess de JNR Slice (apparition)
- 2023 : 1,2,3 Soleil de Naza et Keblack (apparition)

## Radio

### Chroniqueur
- 2011 : L'heure du goûter — Radio Shalom

## Spectacle
- 2013 : Studio Bagel Show — Montreux Comedy Festival[6]

## Théâtre
- 2013 : Palace (de Jean-Michel Ribes) — Théâtre Le Lucernaire (Paris 6e)[6].
- 2014 : 12 hommes en colères — Théâtre Le Lucernaire[6].

## Récompense
| Année | Cérémonie          | Récompense                                | Travail nommé                                | Résultat |
| ----- | ------------------ | ----------------------------------------- | -------------------------------------------- | -------- |
| 2014  | Web Comedy Awards, | Meilleure caméra cachée                   | Bengui - Dîner avec un dauphin au restaurant | Lauréat  |
| 2021  | Fanta Fun Awards   | Le Prank du siècle : le prank le plus fun | Le Pire Stagiaire : rappeur                  | Lauréat  |

## Engagements

### Cause végane
Il défend la cause végane. Il essaie d'expliquer aux gens et en particulier aux jeunes ce qu'est le véganisme et déclare : « beaucoup pensent que les véganes sont là pour les emmerder. Alors qu'on n'est pas là contre eux, on est là pour les animaux. ».

### Cause animale
En mars 2017, il s'engage pour la cause animale dans une vidéo partagée sur sa page Facebook où il dénonce les images d'un élevage situé près de Quimper dans le Finistère, montrant des animaux élevés dans des espaces restreints, sans aucun accès à l'extérieur et au milieu de cadavres et ossements d'autres cochons. Grégory Guillotin appelle les internautes à signer la pétition pour faire fermer cet élevage.
En décembre 2017, il remet une pétition forte de 92 000 signatures à l’AFM-Téléthon, l’appelant à ne plus financer les tests sur les animaux. Cela fait suite à des images diffusées par PETA l’année précédente montrant le calvaire des chiens qui subissent des tests financés par l’AFM-Téléthon. Grégory Guillotin est fortement engagé pour les droits des animaux auprès de PETA depuis plusieurs années, ce pour quoi il a récemment été récompensé par l’association.
En mars 2018, durant la semaine de la Fashion Week, Grégory Guillotin et une vingtaine de personnalités participent à la campagne #BalanceTaFourrure et témoignent en vidéo de leur indignation face au calvaire des animaux élevés pour leur fourrure et de leur volonté de voir interdire ce type de commerce. À ce sujet, lors d'une vidéo publiée sur Twitter, l'humoriste déclare : « A quel titre éthique, peut-on s'autoriser le droit de tuer un animal pour s'en faire un manteau ou un col de fourrure ? ». Par la suite, il encourage les internautes à signer la pétition, s'engageant contre la fourrure, sur le site de l'association menée par L214.

## Liens
- Ressources relatives à l'audiovisuel :   - Allociné
  - IMDb